# Aksieros
Aksieros (gr. Ἀξίερος Axíeros) – bóg w mitologii greckiej. Był jednym z trzech potomków Hefajstosa i nimfy Kabeiro lub Kadmilosa, syna Hefajstosa i Kabeiro. Z pozostałym rodzeństwem – Aksiokersosem (bogiem świata podziemnego) i Aksiokersą (żoną Aksiokersosa) byli wraz z Dioskurami opiekunami żeglarzy.
Mnaseas z Patary utożsamiał Aksierosa i jego rodzeństwo z Kabirami oraz z Kuretami, Korybantami i Dioskurami i z kultami: Dionizosa, Hadesa, Hermesa i Demeter lub odpowiednio z Demeter (Aksieros), Persefoną (Aksiokersa), Hadesem (Aksiokersos) i Hermesem (Kadmilos), a w mitologii rzymskiej z Jowiszem, Merkurym, Junoną i Minerwą.
Imię Aksierosa i jego rodzeństwa jest pochodzenia trackiego, a wspólny rdzeń aksi oznacza huczący, hałaśliwy.